# Louis Sébastiani de La Porta
Pour les articles homonymes, voir Sébastiani.
Louis Sébastiani de La Porta (1745-1831) était un prélat français.

## Biographie
Né le 14 mars 1745 à Polveroso (Corse), fils de don Felece (Félix) Sebastiani (1709- vers 1800) qui fut député à la Consulte de la République corse, de 1755 à 1759, sous le généralat de Pascal Paoli.
Ordonné prêtre il est d'abord curé de Poghju Mezana, et mis à la tête de la piève de Tavagna (la piève est sorte de doyenné qui avait à sa tête un prêtre dit u Pievanu qui avait autorité sur les autres prêtres de la circonscription).
Grâce à l'influence de son neveu Horace qui avait été aide de camp du général Bonaparte au moment du 18 Brumaire, il est nommé évêque d'Ajaccio le 14 avril 1802 et préconisé (en) le 16 juin ; sacré le 24 juin en l'église Saint-Roch de Paris, par Jean-Marie-Philippe Dubourg, évêque de Limoges, assisté de Johann Michael Josef von Pidoll zu Quintenbach, évêque du Mans, et Jean-Évangéliste Zaepffel, évêque de Liège.
Baron de l'Empire le 14 mai 1810, il est décédé le 9 décembre 1831 à Ajaccio et inhumé dans la chapelle mortuaire de son neveu le général Tiburce Sébastiani à Ajaccio. Son cœur est déposé dans sa propre chapelle à La Porta-d'Ampugnani.

## Distinction
- Chevalier de la Légion d'honneur (5 juillet 1804)[1]

## Famille
- Maréchal de France Horace Sébastiani, son neveu
- Général Tiburce Sébastiani, son neveu

## Armoiries
| Figure | Blasonnement |
|        | Armes du baron Sébastiani de La Porta et de l'Empire Écartelé : aux 1 et 4, d'azur au griffon d'or, armé et lampassé de gueules (Sébastiani de La Porta) ; au 2, du quartier des barons évêques de l'Empire, au 3, d'or plein., |

## Sources
- Vte de Révérend "Armorial du Premier Empire" T IV